# 180-as évek
Évszázadok: 1. század – 2. század – 3. század
Évtizedek: 130-as évek – 140-es évek – 150-es évek – 160-as évek – 170-es évek – 180-as évek – 190-es évek – 200-as évek – 210-es évek – 220-as évek – 230-as évek
Évek: 180 181 182 183 184 185 186 187 188 189

## Események
- Marcus Aurelius halálával véget ér a pax Romana korszaka

## Híres személyek
- Commodus, római császár (180-192)
- I. Viktor pápa (189-199)